# Astaena truncaticeps
Astaena truncaticeps är en skalbaggsart som beskrevs av Moser 1924. Astaena truncaticeps ingår i släktet Astaena och familjen Melolonthidae. Inga underarter finns listade.